# فرح نابلسی
فرح نابلسی (عربی: فرح النابلسي‎) کارگردان و فعال حقوق بشری بریتانیایی-فلسطینی است. او برای کارگردانی فیلم کوتاه «هدیه» نامزد اسکار بهترین فیلم کوتاه شد.